# Acanthagrion marinae
Acanthagrion marinae é uma espécie de donzelinha pertencente à família Coenagrionidae [en].
É endêmica, ou seja, ocorre exclusivamente nas Veredas do domínio Cerrado, no Brasil e no Paraguai. Por causa de sua distribuição geográfica restrita e das ameaças às Veredas, A. marinae está classificada como espécie vulnerável à extinção.

## Etimologia
O epíteto marinae é um substantivo feminino latinizado, transformado de acordo com o Código Internacional de Nomenclatura Zoológica no que se refere a substantivos genitivos. Essa regra propõe a terminação "-ae" no epíteto, para nomeações de espécies que homenageiem pessoas do sexo feminino. Este epíteto de A. marinae homenageia Marina dos Santos Rodrigues, mãe do entomólogo e ecólogo Marciel Elio Rodrigues [wikidata] , que é um dos autores do artigo científico que descreveu a espécie.

## Taxonomia
A. marinae faz parte da família Coenagrionidae [en]. São insetos aquáticos [en] pertencentes à subordem Zygoptera, da ordem Odonata, popularmente  conhecidos como libelinhas ou donzelinhas.

## Dieta
São indivíduos considerados predadores vorazes, tanto na sua fase imatura quanto adulta. Quando ninfas, utilizam o premento para golpear e segurar a presa. E quando adultas, utilizam, principalmente, a acuidade visual, capturando as presas em pleno voo.
Têm como dieta, majoritariamente, outros macroinvertebrados aquáticos [en] como dípteros (mosquitos, moscas etc), coleópteros (besouros, escaravelhos etc), anelídeos (minhocas, principalmente) e até mesmo se alimentam de membros do próprio grupo (canibalismo).

## Descrição
Apresentam desenvolvimento hemimetabólico, ou seja, com seu ciclo de vida composto por ovo, ninfa e adulto.
As espécies de Acanthagrion [en] são de pequeno a médio porte, com a coloração de suas asas, geralmente, hialinas (transparentes) e facilmente identificáveis pelo cerco inclinado, formando 45°.

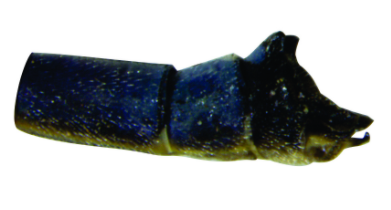
O cerco é uma estrutura presente no final do abdômen das libélulas. Em A. marinae, ele tem uma leve inclinação de 45°.

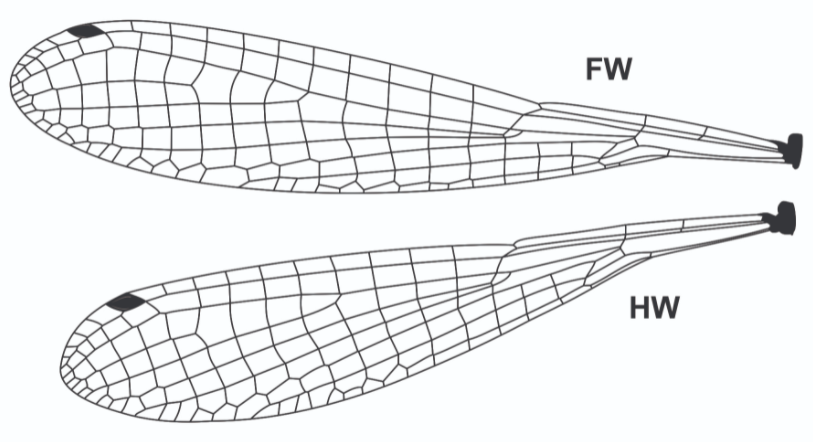
Asas hialinas de A. marinae. FW - asa anterior. HW - asa posterior.

## Distribuição geográfica e habitat
Organismos desse gênero são encontrados em corpos hídricos sem grandes correntezas (ambientes aquáticos lênticos) e estão comumente associados a áreas com algum grau de antropização (agricultura, pecuária, urbanização etc), por isso, em diversos estudos, são considerados bioindicadores de qualidade ambiental.
A distribuição dessa espécie está restrita ao Brasil e Paraguai, apesar de não haver informações disponíveis sobre os espécimes neste último. No Brasil, os indivíduos foram coletados em Veredas - fitofisionomia do Cerrado protegida pela Lei de Proteção da Vegetação Nativa -  mais especificamente em ambientes lênticos próximos a áreas urbanas e rurais no município de Campo Grande - MS, isto é, regiões com interferência antrópica. Eles foram observados empoleirados em substratos perto da água, principalmente galhos ou na vegetação marginal dos ambientes lênticos no período de atividade mais intensa do grupo, no qual se estende das 09:00 horas da manhã até 16:00 horas da tarde.

## Conservação
A IUCN considera que A. marinae é uma espécie vulnerável devido à sua distribuição geográfica extremamente restrita.